# 奥古斯都和罗马神庙
奥古斯都和罗马神庙是位于今土耳其首都安卡拉的一座奥古斯都圣殿，据信建于公元20-25年，是当地重要的罗马时期建筑，该神庙以保存有最完整的《奥古斯都神的功业》而知名，而在罗马该铭文的原版已毁。